# Zerstreutes Hinausschaun
Zerstreutes Hinausschaun ist eine wenige Zeilen lange erzählende Skizze von Franz Kafka, die 1913 im Rahmen des Sammelbandes Betrachtung erschien und die bisher wenig interpretiert wurde.

## Inhalt
Ein Wir-Erzähler beschreibt, wie sich beim Ausblick aus dem Fenster ein morgendlich trüber Tag in einen überraschend schönen Frühlingsabend verwandelt. Weiter wird ein vorbeigehendes Mädchen, das von einem Mann überholt wird, erwähnt. Die sinkende Sonne bescheint im Wechsel die ganze Szene.

## Textanalyse und Deutungsansatz
Die Wir-Form geht nach dem ersten Satz in die unpersönliche Man-Form über; der Erzähler nimmt sich zurück in seiner Aussage. Er erscheint schemenhaft und gleichgültig. Unklar ist, wohin seine Eingangsfrage nach dem Tun in diesem aufziehenden Frühling zielt. Sie wird nicht als Problem erläutert und auch nicht beantwortet. Die Entdeckung des schönen Frühlingstages draußen veranlasst ihn nicht etwa, das Fenster zu öffnen oder hinauszugehen, sondern er lehnt die Wange an die Klinke des Fensters.
Die Dinge, die sich auf der Straße ereignen, ziehen scheinbar unkommentiert vorüber. Dennoch stecken die wenigen Sätze voller Assoziationskraft. Wenn das sonnenbeschienene Gesicht des Mädchens vom Schatten des rasch hinter ihr kommenden Mannes verdunkelt wird, scheint eine Gefahr aufzutauchen. Man mag an Kinoszenen denken wie an die Jahre später entstandenen Fritz-Lang-Filme. Die kinematographische Sichtweise in Kafkas Literatur wird zunehmend deutlicher gesehen.
Aber das Mädchen ist kein bedrohtes Kind, es ist eine der in Kafkas Fantasien – und in seiner tatsächlichen Gesellschaft – häufig auftauchenden Kindfrauen. So bekommt die Szene eine weitere Bedeutung. Der schnell vorüberziehende Mann, einem Jäger vergleichbar, belegt das Mädchen mit einer schattenhaften Berührung. Dadurch tritt ein erotisches Moment hinzu, das durch die vorherige Schilderung des Frühlings, der Zeit der erwachenden Triebe, bestätigt wird. Am Ende ist aber das Gesicht des Mädchens ganz hell im Widerschein der Sonne.
Hell assoziiert Reinheit und Unversehrtheit. Es steckte wohl weder Gefahr noch Versuchung in der kurzen Begebenheit. Der Erzähler, der im Haus verharrt, kommentiert die Szene auch abschließend nicht mehr. Seine Aufmerksamkeit war ohnehin eingeschränkt. Was ihn wirklich beschäftigt, was also der Grund für seine Zerstreuung ist, erfährt man nicht.

## Ausgaben
- Sämtliche Erzählungen. Herausgegeben von Paul Raabe. Fischer-Taschenbuch-Verlag, Frankfurt am Main 1970, ISBN 3-596-21078-X.
- Erzählungen und andere ausgewählte Prosa. Herausgegeben von Roger Hermes. Fischer-Taschenbuch-Verlag, Frankfurt am Main 1997, ISBN 3-596-13270-3.
- Drucke zu Lebzeiten. Herausgegeben von Wolf Kittler, Hans-Gerd Koch und Gerhard Neumann. Fischer Verlag, Frankfurt/Main 1996, ISBN 3-10-038152-1, S. 14/15.

## Sekundärliteratur
- Peter-André Alt Franz Kafka. Der ewige Sohn. Eine Biographie. Verlag C.H. Beck, München 2005. ISBN 3-406-53441-4.
- Peter-André Alt: Kafka und der Film. Verlag C.H. Beck, München 2009, ISBN 978-3-406-58748-1.
- Beatrix Brüning: Licht und Schatten. Gedankenspiele zu Kafkas „Zerstreutes Hinausschaun“. In: Hans Jürgen Scheuer (Hrsg.): Kafkas „Betrachtung“. Lang, Frankfurt am Main 2003. ISBN 3-631-51315-1, S. 94–101.
- Roland Reuß: Augen weit geschlossen. Zu Franz Kafkas kleiner Geschichte „Zerstreutes Hinausschaun“. In: Elmar Locher (Hrsg.): Die kleinen Formen in der Moderne. Studien-Verlag, Innsbruck 2001, ISBN 3-7065-1678-0, S. 219–230.